# پولارد (آرکانزاس)
پولارد (به انگلیسی: Pollard) یک شهر در ایالات متحده آمریکا است که در شهرستان کلی، آرکانزاس واقع شده‌است. پولارد ۰٫۷۴ کیلومتر مربع مساحت و ۲۲۲ نفر جمعیت دارد و ۱۰۳ متر بالاتر از سطح دریا واقع شده‌است.